# Слотдорп
Слотдорп (нід. Slootdorp) — село в нідерландській провінції Північна Голландія. Входить до муніципалітету Голландс-Крон.
Його площа — 65,60 км², а населення станом на 2021 рік становило 2160 осіб.

## Галерея

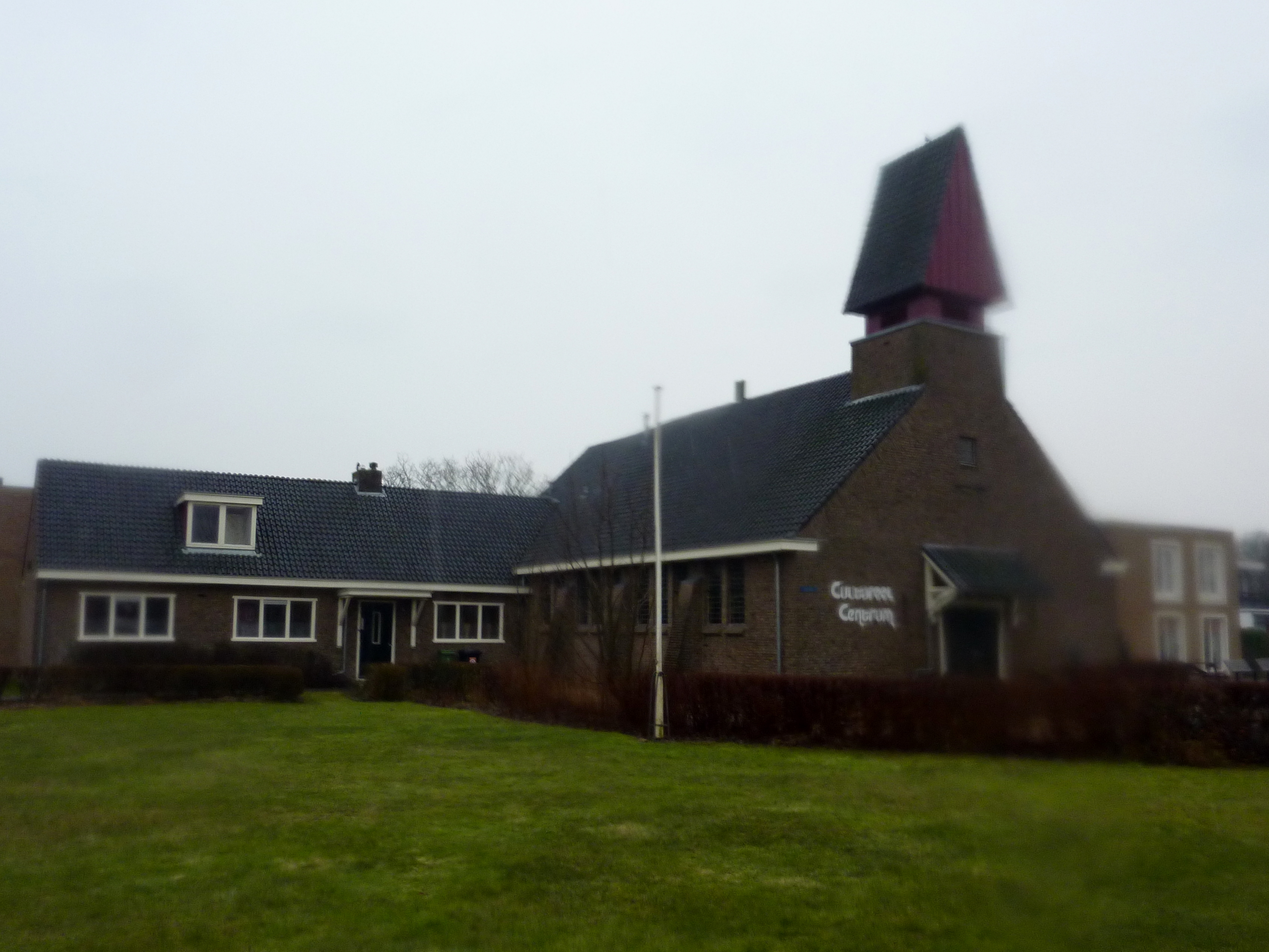
Реформістська церква
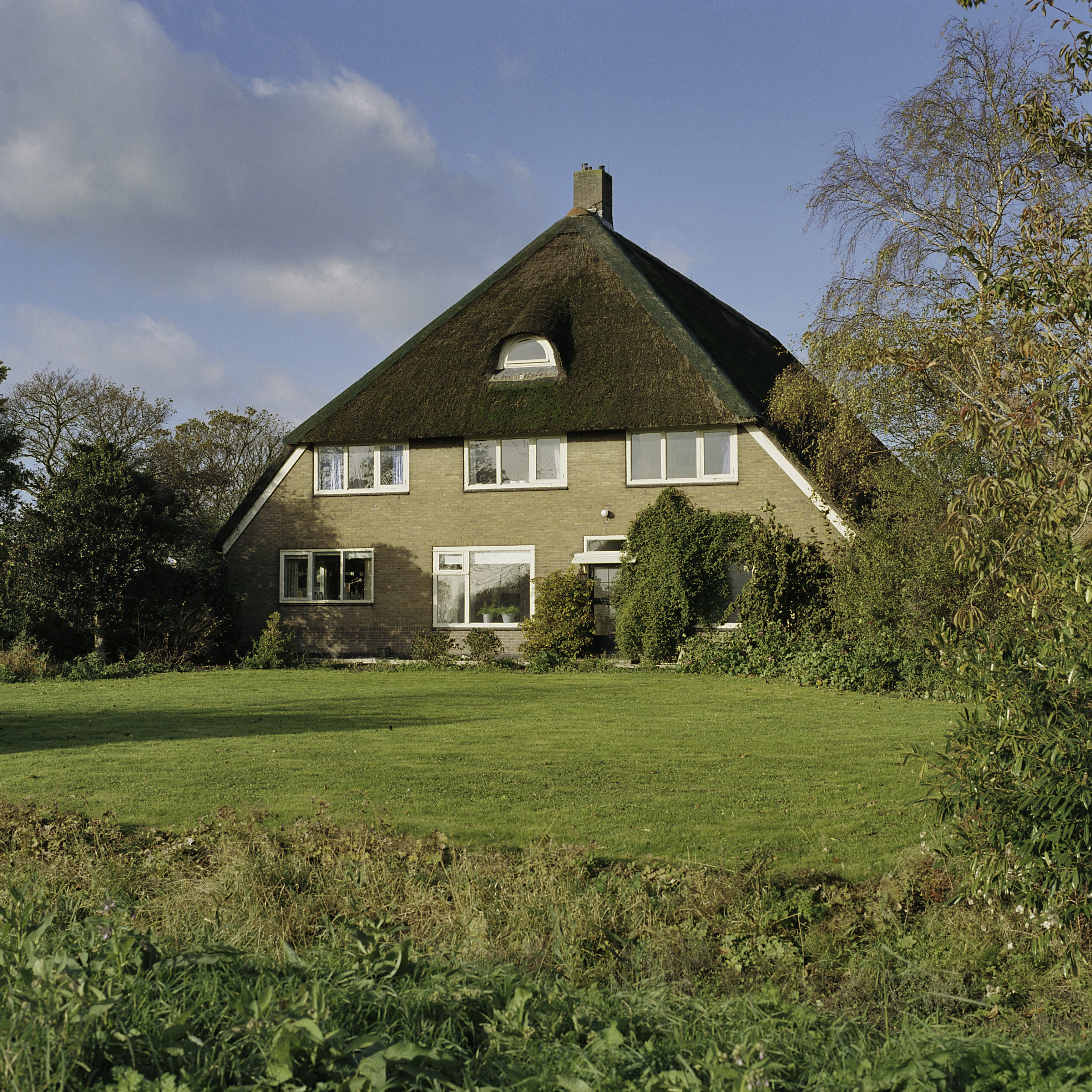
Ферма у Слотдорпі
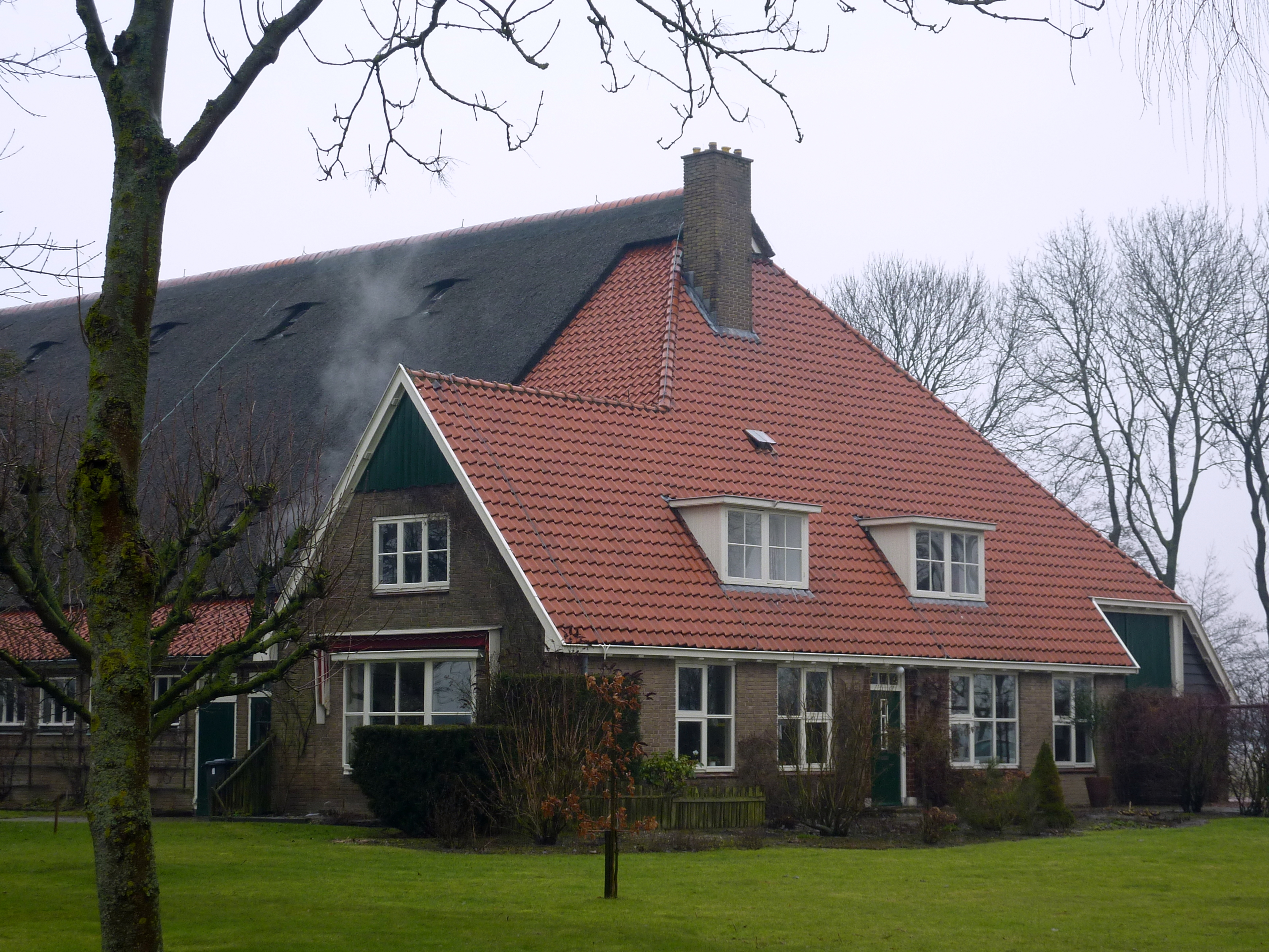
Ферма у Слотдорпі